# La Griffe et la Dent
La Griffe et la Dent je francouzský dokumentární film o divoké přírodě z roku 1976, který režírovali François Bel a Gérard Vienne. Snímek měl světovou premiéru na Filmovém festivalu v Cannes.

## Děj
Film se celý skládá z nočních záběrů a byl natočený v Africe. Zachycuje zvířat a zejména lovecké scény.

## Ocenění
- César: nominace v kategorii nejlepší zvuk (François Bel a Pierre Ley)